# Gonatium cappadocium
Gonatium cappadocium är en spindelart som beskrevs av Alfred Frank Millidge 1981. Gonatium cappadocium ingår i släktet Gonatium och familjen täckvävarspindlar.
Artens utbredningsområde är Turkiet. Inga underarter finns listade i Catalogue of Life.